# Airman
Pour l’article ayant un titre homophone, voir Herrmann.
Airman est un roman de l'écrivain Eoin Colfer, qui a notamment écrit la série Artemis Fowl.
Le livre est sorti, en 2008, aux éditions Penguin Group pour la version anglaise et aux éditions Gallimard Jeunesse pour la version française.

## Résumé
Le récit s’ouvre sur l’Exposition universelle de Paris en 1878, où Declan Broekhart et son épouse assistent à la démonstration d’un nouveau ballon à air chaud. Lors d’un vol avec Victor Vigny, l’inventeur du ballon, celui-ci est la cible d’hommes tirant depuis le sol. Au cours de cet atterrissage forcé, Conor Broekhart voit le jour, volant au-dessus de Paris.
Dans les années 1890, Conor et sa famille résident sur les îles Salines (en), au large des côtes irlandaises, sous l’autorité du roi Nicholas Trudeau, passionné par l’adaptation des îles au monde industriel. Lors d’un incendie accidentel, Conor se retrouve piégé sur le toit d’une tour. Pour s’échapper, il sauve Isabella, la fille du roi, qui est d’un an son aînée, en utilisant un drapeau détourné en voile de fortune. En reconnaissance de sa bravoure, le roi lui confère le titre de « Sir ».
En grandissant, Conor suit l’enseignement de Victor Vigny, cher ami français du roi Nicholas, surnommé « le bon roi Nick ». Il apprend l’escrime et collabore avec Victor à la conception de planeurs et autres machines volantes. Une plaisanterie de Victor l’amène à avouer son amour, craignant que le Prince Danois ne lui vole Isabella (ce que celle-ci avait subtilement dissimulé en précisant qu’il s’agissait d’un enfant afin de le rendre jaloux). À la suite de cette confession, Conor se retire dans un perchoir sous l’avant-toit d’une tourelle. Là, absorbé par ses pensées, il aperçoit le maréchal Bonvilain, armé du pistolet personnel de Victor. En le suivant, il assiste au meurtre du roi et de Victor, que Bonvilain maquille en un assassinat perpétré par le Français. Tentant de se venger, Conor s’empare du pistolet, mais l’ennemi, protégé par une cotte de mailles dissimulée sous sa tunique, survit et étrangle Conor, le plongeant dans l’inconscience.
À son réveil, Conor se retrouve dans un cachot où deux gardes le rouent de coups, l’habillant d’un uniforme et le marquant au visage avec de la poudre à canon ainsi qu’au bras avec une plume à écrire. Ils lui placent ensuite une « cage à fous » sur la tête pour l’empêcher de parler avant de le relâcher. Bonvilain vient lui-même lui révéler sa machination : Victor Ferry était un espion français ayant tué le roi, et Conor, dont l’esprit jeune a été perverti, fut manipulé pour l’assister. Isabella, désormais une marionnette entre ses mains, passera sa vie à écraser les rebelles responsables de la mort de son père, permettant ainsi à Bonvilain d’exécuter ses basses besognes. Declan Broekhart se rend ensuite auprès de son fils pour tenter de le tuer, persuadé, grâce aux mensonges de Bonvilain, que Conor était complice du meurtre du roi et de Victor. Bonvilain parvient ainsi à gagner la fidélité de Declan et à détruire mentalement Conor, qui en vient à croire que son père le hait et désire sa mort.
Conor est ensuite transféré dans une prison des îles Salines, où les détenus exploitent une mine de diamants. Là, il rencontre Arthur Billtoe, l’un des surveillants personnellement chargé de sa garde par Bonvilain. Rebaptisé Conor Finn, il est placé en cellule aux côtés de Linus Hyver, un musicien aveugle. Dès son premier jour d’exploitation dans une cloche de plongée, Otto Marlakey, un bandit et chef des Béliers, est chargé de lui infliger une correction quotidienne de 3 livres de coups pendant plusieurs semaines. Assommé, Conor est ramené dans sa cellule, où Linus, percevant sa véritable identité dans son délire fiévreux, lui conseille d’abandonner son ancien nom, de devenir réellement Conor Finn et d’assassiner Otto Marlakey. Le lendemain, armé d’un trident télescopique transformé en fleuret, Conor affronte Marlakey, le vainc mais, incapable de le tuer, lui épargne la vie. À son retour, Linus lui révèle qu’il est en réalité un espion du roi Nicholas, chargé d’enquêter sur le traitement des prisonniers.
Le jour suivant, Conor scelle une alliance avec Otto en partageant les 3 livres, acceptant de rejoindre les Béliers pour assurer sa protection en échange de cours d’escrime qu’il donnera à Otto. Ce soir-là, il découvre que sa cellule est vide : Linus a été « libéré », expression signifiant en réalité qu’il a été exécuté.
Deux ans plus tard, en 1894, Conor, désormais un prisonnier respecté grâce à son alliance avec Otto et son appartenance aux Béliers, a su troquer des inventions contre des faveurs. Il propose ainsi à Arthur Billtoe l’idée de cultiver des carrés de Salsa pour nourrir les prisonniers et de fabriquer des ballons explosifs remplis de feux d’artifice destinés au couronnement de la reine Isabella et à la visite de la reine Victoria. Par une dernière invention – un colt à 12 coups, jugé irréalisable – Conor parvient à se procurer des draps qu’il assemble en parachute. Ruseusement, il s’évade de la prison en s’accrochant à un ballon lors du couronnement, avant d’atterrir violemment sur le navire de la reine Victoria. Après son évasion, il rend visite au frère d’Otto Marlakey, qui lui prête de l’argent afin de financer son plan.
Avec ce financement, Conor intègre le laboratoire créé par Victor avant sa mort, situé près de Kilmore dans une Tour Martello. Depuis ce laboratoire, il utilise une soufflerie et un planeur qu’il a conçus pour rejoindre les îles Salines et récupérer les sept sacs de diamants dissimulés par les Béliers dans les carrés de Salsa. Il parvient à en récupérer six, mais lors de son deuxième voyage, il est confronté à Arthur Billtoe, qu’il assomme, et est ensuite repéré par le lieutenant Pike, chargé par les Béliers de surveiller un pot-de-vin visant à amarrer une yole chaque soir en cas de vent. Par un heureux hasard, Conor rencontre Linus Hyver dans une auberge du village abritant le laboratoire. Celui-ci, véritablement relâché grâce à un ordre signé par le roi Nicholas avant sa mort, retrouve son compagnon de cellule, et tous deux décident de s’installer dans le laboratoire.
Cependant, le dernier voyage de Conor ne se déroule pas comme prévu. Embusqué par Billtoe, Pike et leurs acolytes, et repéré par les gardes du palais, il parvient néanmoins à survivre. Il se rend alors sur la Grande Saline pour retrouver ses parents, mais son cœur se serre en les apercevant jouer au jeu de David avec leur nouveau fils, Sean, le frère de Conor. La nuit, une altercation et la blessure de Billtoe poussent Bonvilain à enquêter, découvrant ainsi la cachette de Conor. Grâce à son acolyte, Sultan Arif, Bonvilain pénètre dans la tour et transmet un message à Conor via un Linus blessé – ce dernier ayant échappé de peu à l’assassinat grâce à l’intervention inespérée de Sultan. Bonvilain projette d’organiser un dîner en l’honneur de Conor afin d’empoisonner la reine, Declan et son épouse, qu’il considère comme les instigateurs d’une révolte imminente.
Apprenant ce complot, Conor décide de risquer le tout pour le tout. Il parvient à créer un avion fonctionnel – le premier engin motorisé volant – pour couvrir la distance entre le laboratoire et les îles Salines. Lorsque l’avion est abattu par les soldats des îles, malgré les supplications de Catherine, qui assiste à la scène depuis la tour Bonvilain, Conor utilise son planeur pour faire irruption dans la salle. Au moment opportun, il surgit, prétextant être vaincu par Isabella, laquelle l’aurait destitué de ses fonctions de maréchal après avoir bu un verre empoisonné – un demi-verre suffisant pour le mettre en péril, mais pas pour le tuer – incitant ainsi les convives à boire également. L’affrontement qui s’ensuit se solde par la révélation de son identité à ses parents et la mort de Bonvilain.
Finalement, Isabella annule les décrets de Bonvilain, et Conor part pour Glasgow afin de poursuivre ses études. Avant son départ, il échange un baiser avec elle, scellant ainsi une nouvelle ère dans leur vie.  